# 도나우슈타트
도나우슈타트(독일어: Donaustadt)는 오스트리아 빈의 제 22구역이다.